# 张中华 (1912年)
张中华（1912年—1937年12月），吉林省永吉县乌拉街人，曾任东北抗日联军第五军军政治部主任兼中共吉东省委委员。1937年12月，张中华在龙江省伊春市南岔区桦皮沟遭日伪军包抄围剿受伤被俘，后在狱中被杀害。

## 生平
1912年，张中华出生于吉林省永吉县乌拉街。1931年，张中华考入哈尔滨铁路扶轮专科学校，九一八事变后离开学校参与抗日救国宣传活动，1932年加入中国共产党。1934年底，中共满洲省委指派张中华前往吉东地区任宁安县共青团委书记。1935年6月，调任吉东共青团特委组织部部长。同年冬，张中华回到宁安，担任中共宁安县委书记。
1936年初，由于中共吉东特委遭到破坏，张中华被迫离开宁安县委，调任东北抗日联军第五军任军政治部主任。1936年4月，中共道南特委成立，张中华兼任特委书记。1936年8月初，第五军部决定：由军长周保中向道北转移，以领导主力部队东进；张中华率领留守部队和第二军第二师部队在安宁坚持老区斗争。1936年9月24日，在宁安县召开的泉眼头会议决定：由张中华率留守部队坚持绥宁老游击区的游击斗争，任第五军宁安留守处主任，并统一指挥道南各军的留守部队。将吉东地区宁安县委和东满地区东部各县合组为中共道南特委，张中华兼任特委书记。1937年3月10日，周保中在依兰县主持召开了吉东党组织扩大会议，会议决定在下江、道北和道南三个特委的基础上成立中共吉东省委，张中华被选为省委委员。
1937年12月，张中华率五军留守部队继续坚持在道南进行游击作战时，日伪军在伊春市南岔区桦皮沟一带活动时将其部队包抄围剿。战斗中，张中华右臂受重伤被俘，后在狱中被杀害。2014年9月1日，张中华被列入中华人民共和国民政部公布的第一批300名著名抗日英烈和英雄群体名录。